# Pouilly-Fuissé
Il Pouilly-Fuissé è un vino bianco ad Appellation d'origine contrôlée (corrispondente al DOC italiano) prodotto nei comuni di Chaintré, Fuissé, Solutré-Pouilly e Vergisson, nella Saona e Loira.
La zona di produzione è situata nella Borgogna meridionale e fa parte dei vigneti del Mâconnais, a circa dieci chilometri a ovest di Mâcon.

## Storia
Una sentenza del tribunale di Mâcon datata 7 dicembre 1922 attestava la necessità di proteggere il carattere straordinario e unico del vino Pouilly-Fuissé, consentendogli così di diventare una delle denominazioni "legali" della Francia.
Il 13 gennaio 1929 venne fondata l'Unione dei produttori di grandi vini bianchi di Pouilly-Fuissé (in francese union des producteurs des grands vins blancs de Pouilly-Fuissé), che avvia la pratica di riconoscimento presso l'Istituto nazionale delle denominazioni d'origine (in francese institut national des appellations d'origine), che porta al decreto dell'11 settembre 1936.
Da allora la zona di produzione inizialmente delimitata dalla denominazione di origine controllata non è mai stata estesa.

## Geografia

### Geologia
I terreni del Pouilly-Fuissé sono principalmente argilloso-calcarei (Giurassico dell'era secondaria). Hanno un'età compresa tra 150 e 180 milioni di anni e coprono un periodo che va dal Lias, il più antico, all'Oxfordiano, il più recente.
In alcune aree si trovano terreni primari cristallini, scistosi e arenari. L'altitudine varia da 225 a oltre 350 metri.

### Clima
Clima temperato con leggera tendenza continentale:
| Pouilly-Fuissé      | Mesi | Mesi | Mesi | Mesi | Mesi | Mesi | Mesi | Mesi | Mesi | Mesi | Mesi | Mesi | Stagioni | Stagioni | Stagioni | Stagioni | Anno  |
| Pouilly-Fuissé      | Gen  | Feb  | Mar  | Apr  | Mag  | Giu  | Lug  | Ago  | Set  | Ott  | Nov  | Dic  | Inv      | Pri      | Est      | Aut      | Anno  |
| ------------------- | ---- | ---- | ---- | ---- | ---- | ---- | ---- | ---- | ---- | ---- | ---- | ---- | -------- | -------- | -------- | -------- | ----- |
| T. max. media (°C)  | 4,9  | 7,3  | 11,1 | 14,8 | 18,9 | 24,8 | 27,7 | 28,9 | 21,7 | 15,9 | 9,1  | 5,3  | 5,8      | 14,9     | 27,1     | 15,6     | 15,9  |
| T. media (°C)       | 2,1  | 4,0  | 6,8  | 10,0 | 13,9 | 17,5 | 20,1 | 19,4 | 16,4 | 11,7 | 6,0  | 2,7  | 2,9      | 10,2     | 19,0     | 11,4     | 10,9  |
| T. min. media (°C)  | −0,6 | 0,7  | 2,5  | 5,2  | 8,9  | 12,3 | 12,4 | 13,9 | 11,1 | 7,5  | 2,9  | 0,1  | 0,1      | 5,5      | 12,9     | 7,2      | 6,4   |
| Precipitazioni (mm) | 66,3 | 60,9 | 58,7 | 69,4 | 85,9 | 74,7 | 58,1 | 77,1 | 75,7 | 71,7 | 72,7 | 70,4 | 197,6    | 214,0    | 209,9    | 220,1    | 841,6 |

## Vigneto

### Presentazione
Il vigneto si estende su una superficie di circa 750 ettari, con una produzione media annua di 44 000 ettolitri.

### Vitigno
Lo Chardonnay è l'unico vitigno utilizzato per la produzione del Pouilly-Fuissé.

### Principali climat
Un climat, nel caso dei vigneti della Borgogna, è una località dedita alla viticoltura. Si tratta di una denominazione geografica delimitata e gerarchica o storica:
- Chaintré: Les Chevrières, Le Clos de Monsieur Noly, Le Clos Reyssier, Les Plantes Vieilles, En Cenan;
- Fuissé: Les Vignes Blanches, Vers Cras, Le Clos, Les Brûlés, Les Perrières, Les Combettes;
- Solutré-Pouilly: En Servy, La Frérie, Aux Chailloux, Aux Morlays, Vers Cras, Au Clos;
- Vergisson: Les Crays, La Maréchaude, En Carmentrant, En Bulland, Aux Vignes Dessus.

Le espressioni dei terroir sono molteplici: i terreni argilloso-calcarei, sfumati da un appezzamento all'altro da suoli argillosi marnosi o sassosi, danno origine a vini ricchi e variegati, dalla tipicità ben consolidata.
Alcuni di questi climat beneficiano ora della designazione di Premier Cru a partire dalla vendemmia 2020, in seguito a una richiesta presentata all'INAO.

### Metodi di coltivazione e regolamentazione

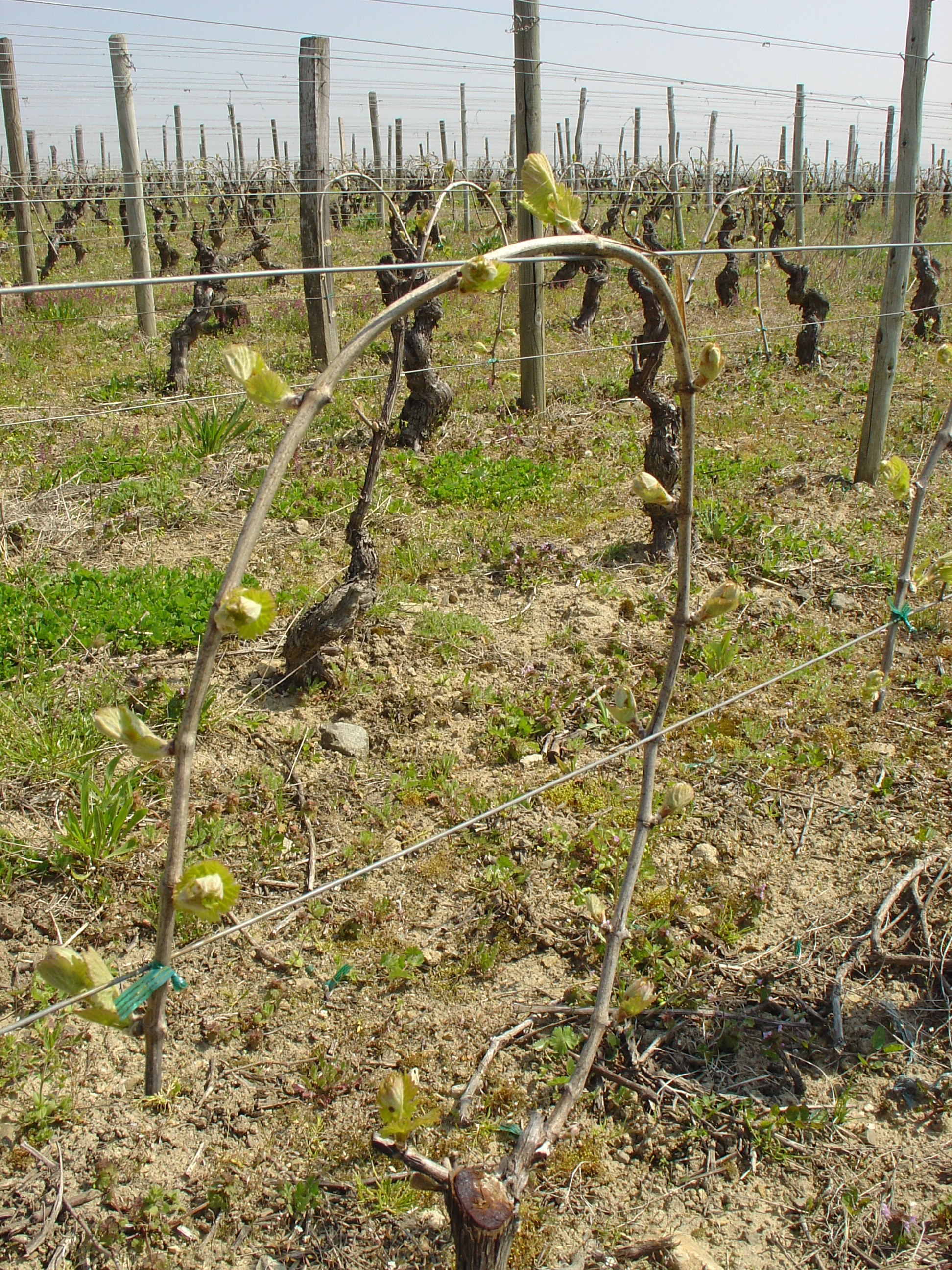
Vite allevata a coda del Mâconnais (Guyot)

La cosiddetta "potatura a coda del Mâconnais", caratteristica della zona matisconese, è una derivazione della potatura a Guyot semplice. Questa potatura "ad arco" aiuta a combattere il fenomeno dell'acrotonia (fenomeno che consiste nello sviluppo maggiore dei germogli inseriti sulla cima del tralcio rispetto a quelli mediani e basali), tipico del vitigno Chardonnay; aiuta anche a proteggere le viti dalle gelate primaverili.
La resa massima consentita è di sessanta ettolitri per ettaro (60 hl/ha).

## Vino
Un colore chiaro e limpido caratterizza questo Borgogna, generalmente soprannominato il "re del Mâconnais" (in francese roi du Mâconnais). Prodotti su terreni sedimentari ricchi di fossili (ammoniti, belemniti, calcari a grifee o a entrochi), i Pouilly-Fuissé offrono una gamma di aromi e sapori delicati e sottili: fiori di acacia, selce, mandorle tostate, nocciola, miele.

### Gastronomia
Questo vino dalle note molto minerali è in linea con la gastronomia della regione in cui è prodotto, dalle rane della Dombes al pollame della Bresse, passando per i pesci della Saona, le quenelle in salsa, i gougère e i formaggi di capra del Mâconnais.

### Pouilly-fuissé, grande vino della Borgogna
Dal 1995, gli Hospices de Beaune possiedono un vigneto di quattro ettari nella denominazione Pouilly-Fuissé. È l'unico cru non prodotto nella Côte d'Or che viene messo all'asta ogni anno durante la famosa vendita degli Hospices (in francese vente des Hospices), che si tiene regolarmente dal 1924 la terza domenica di novembre.